# St. Peter und Paul (Oberalting)

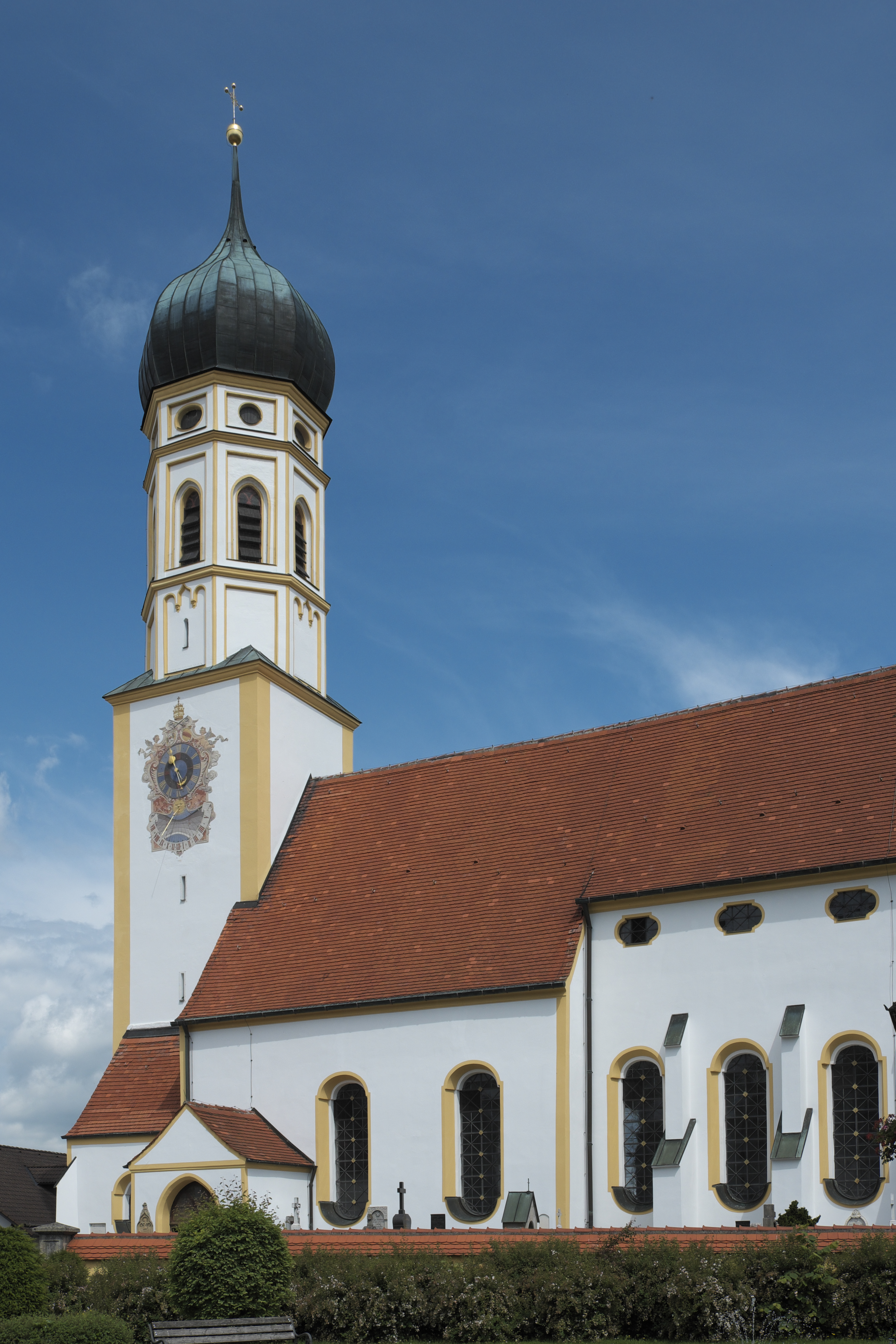
Pfarrkirche St. Peter und Paul in Oberalting

Die katholische Pfarrkirche St. Peter und Paul in Oberalting, einem Ortsteil der Gemeinde Seefeld im oberbayerischen Landkreis Starnberg, wurde an der Stelle mehrerer Vorgängerbauten im 15. Jahrhundert im Stil der Gotik errichtet. Im 17. Jahrhundert wurde die den Aposteln Petrus und Paulus geweihte Kirche im Stil des Barock umgebaut. Die Kirche diente als Grablege der Grafen von Toerring-Seefeld.

## Geschichte

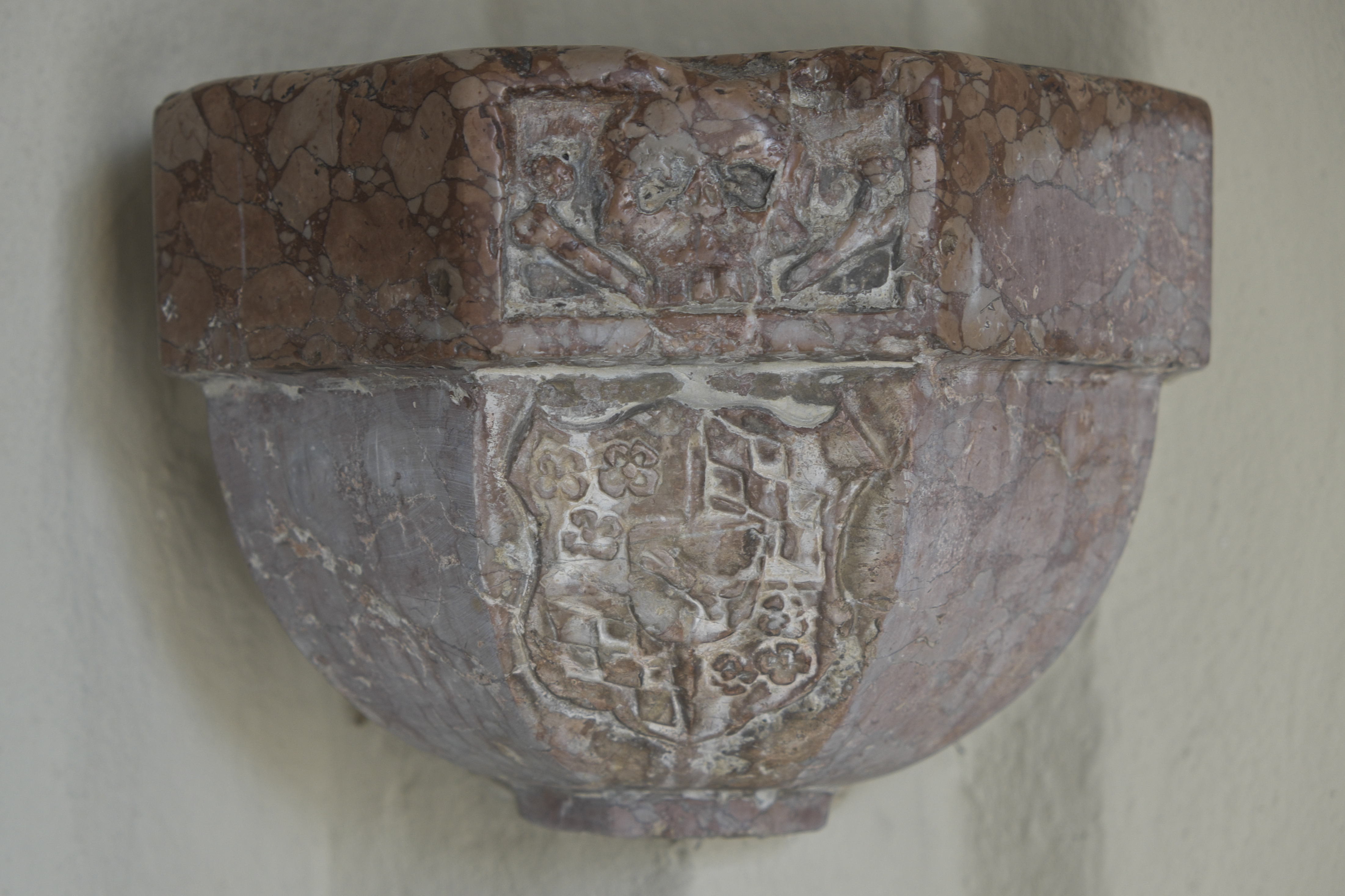
Wappen der Grafen von Toerring am Weihwasserbecken

Die Oberaltinger Kirche wird in einer Schenkungsurkunde aus dem Jahr 810 erstmals erwähnt. Beim ersten Kirchenbau handelte es sich vermutlich um eine Holzkirche. Ein in romanischer Zeit errichteter Bau brannte 1287 ab. Die ältesten Teile der heutigen Kirche, der Chor und der quadratische Unterbau des Turms, gehen auf das 15. Jahrhundert zurück. Ab 1630 begann man mit dem Umbau und der Barockisierung der Kirche, zunächst durch den Weilheimer Maurermeister Caspar Renner und um 1675 unter der Leitung von Caspar Feichtmayr. Auch die Erhöhung des Turmes dürfte damals erfolgt sein. Im 19. Jahrhundert wurde die Westempore erweitert und die Patronatsloge im Chor entfernt.

## Architektur

### Außenbau
Das einschiffige Langhaus ist in drei Achsen gegliedert, der eingezogene Chor besitzt ebenfalls drei Achsen und endet mit einem Fünfachtelschluss. Die Außenmauern des Chors werden von zweifach getreppten Strebepfeilern abgestützt. Die Fenster im Chor und im Langhaus sind oben und unten abgerundet. Die kleineren oberen Fenster im Chor beleuchten die über dem Chor liegende obere Sakristei.
An der Westfassade erhebt sich der fünfgeschossige, mit einer Zwiebelhaube gedeckte Glockenturm. In den oktogonalen, durch Gesimse gegliederten Aufbau sind Blendfelder, spitzbogige Klangarkaden und querovale Öffnungen eingeschnitten.
Das Portal ist in ein Vorzeichen mit einem Sterngewölbe und fünf Schlusssteinen an der Südseite der Kirche integriert. An der Nordseite des Chors ist die untere Sakristei angebaut.

### Innenraum

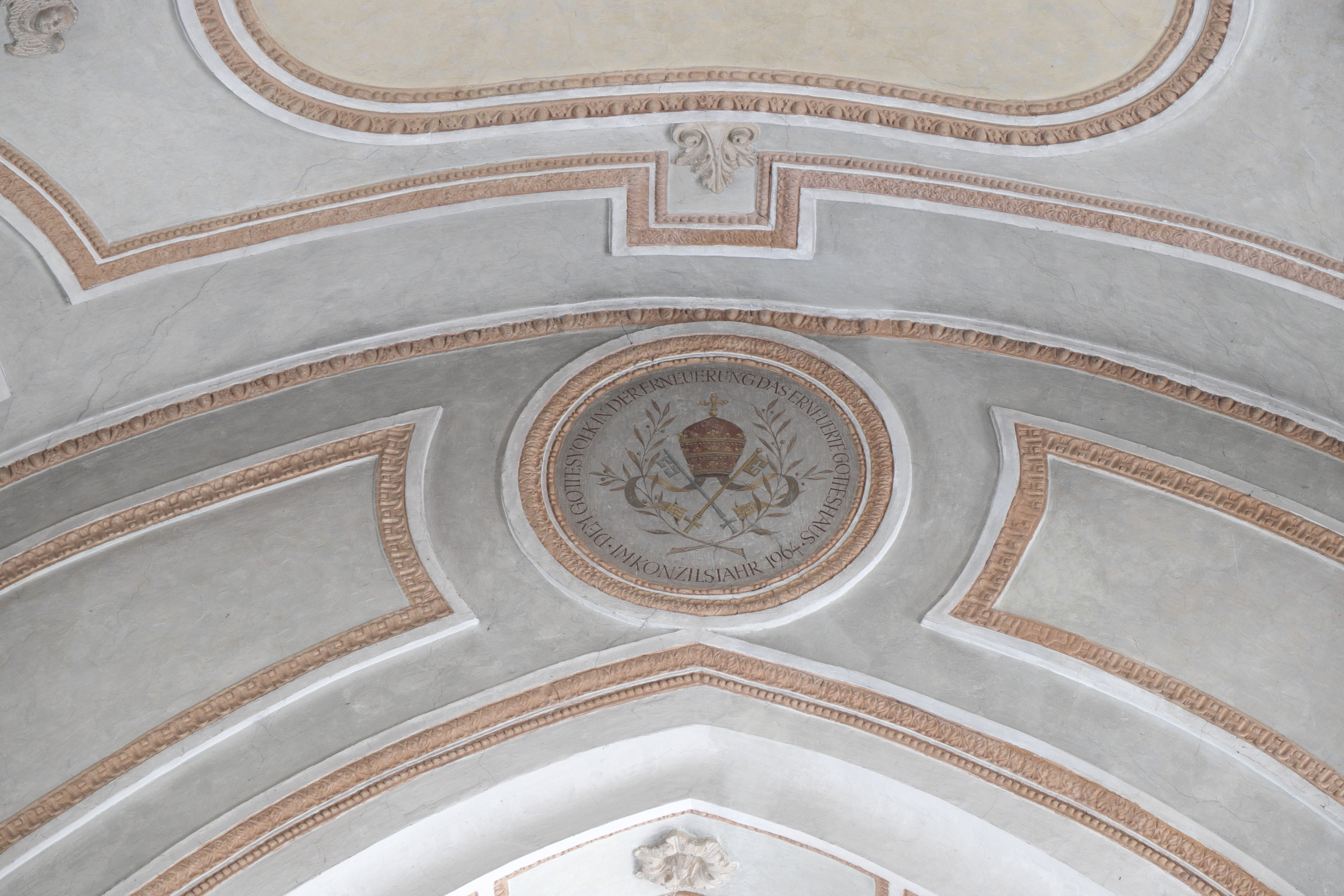
Stuck am Chorbogen

Wandpfeiler gliedern das Langhaus, das von einer Stichkappentonne gedeckt wird. Der Chorbogen ist spitzbogig gekehlt und mit Rahmenstuck verziert. Der Chor besitzt ein auf Kragsteinen aufliegendes Kreuzrippengewölbe. Auch im Untergeschoss des Turms, im Raum unter der Westempore, ist das gotische Kreuzrippengewölbe mit runden, skulptierten Schlusssteinen erhalten. Der schlichte Stuckdekor stammt von 1675 und besteht aus Eierstab, kleinen Engelsköpfen und Rosetten.

## Ausstattung

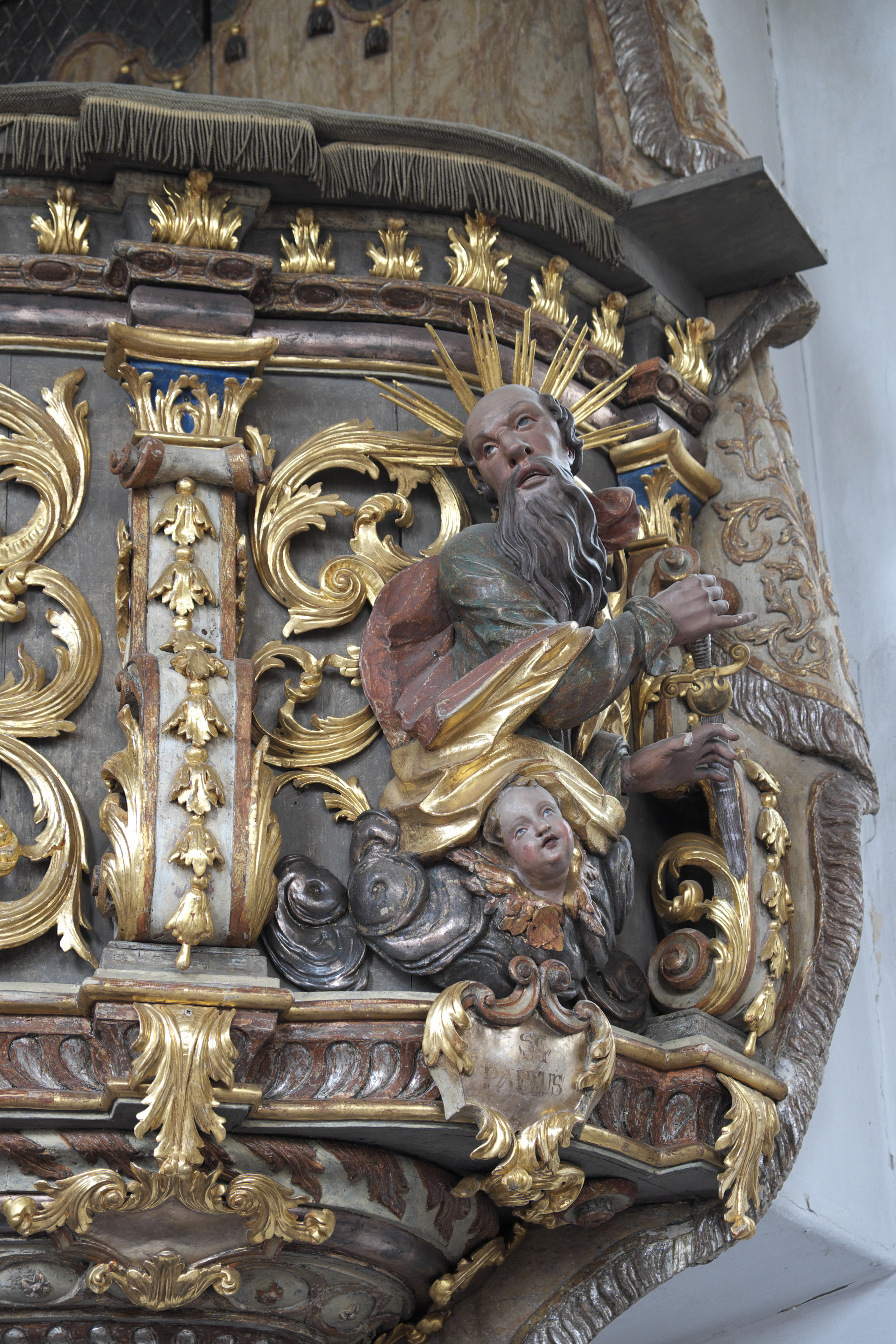
Kanzelkorb

- Die Kanzel stammt aus dem Jahr 1723. Der Korb ist mit Akanthus und den Büsten der Apostel Petrus und Paulus verziert, die Christus umrahmen, der als Salvator Mundi dargestellt ist. Die Engelsputten am Schalldeckel halten die Symbole der christlichen Tugenden Glaube (Kreuz), Hoffnung (Anker) und Liebe (Herz) in den Händen. Das Doppelwappen verweist auf Max Cajetan, Graf von Toerring, und seine Gemahlin Adelheid, Marchesa von Canossa.
- In den Hochaltar von 1672 wurde das bereits 1664 geschaffene Altarbild mit der Darstellung der Schlüsselübergabe an Petrus eingebaut. Die beiden seitlichen Figuren in Polierweiß stellen den heiligen Joachim und die heilige Anna dar. Sie stammen wie der Altarauszug mit der sitzenden Gottvaterfigur aus der zweiten Hälfte des 18. Jahrhunderts. Die kleineren Figuren am Tabernakel erinnern an die Schutzpatrone des Bistums Augsburg, den  heiligen Ulrich und die heilige Afra, zu dem Oberalting gehört.
- Die Seitenaltäre wurden 1736 aufgestellt. Auf dem linken Altar steht eine Altöttinger Madonna, der rechte Altar besitzt eine Skulptur der heiligen Katharina, die dem Bildhauer Johann Baptist Straub zugeschrieben wird.
- Die Kreuzigungsgruppe gegenüber der Kanzel stammt ursprünglich aus der Kapelle des Schlosses Seefeld. Die beiden Assistenzfiguren, der Apostel Johannes und Maria, werden um 1720/30 datiert.

## Orgel

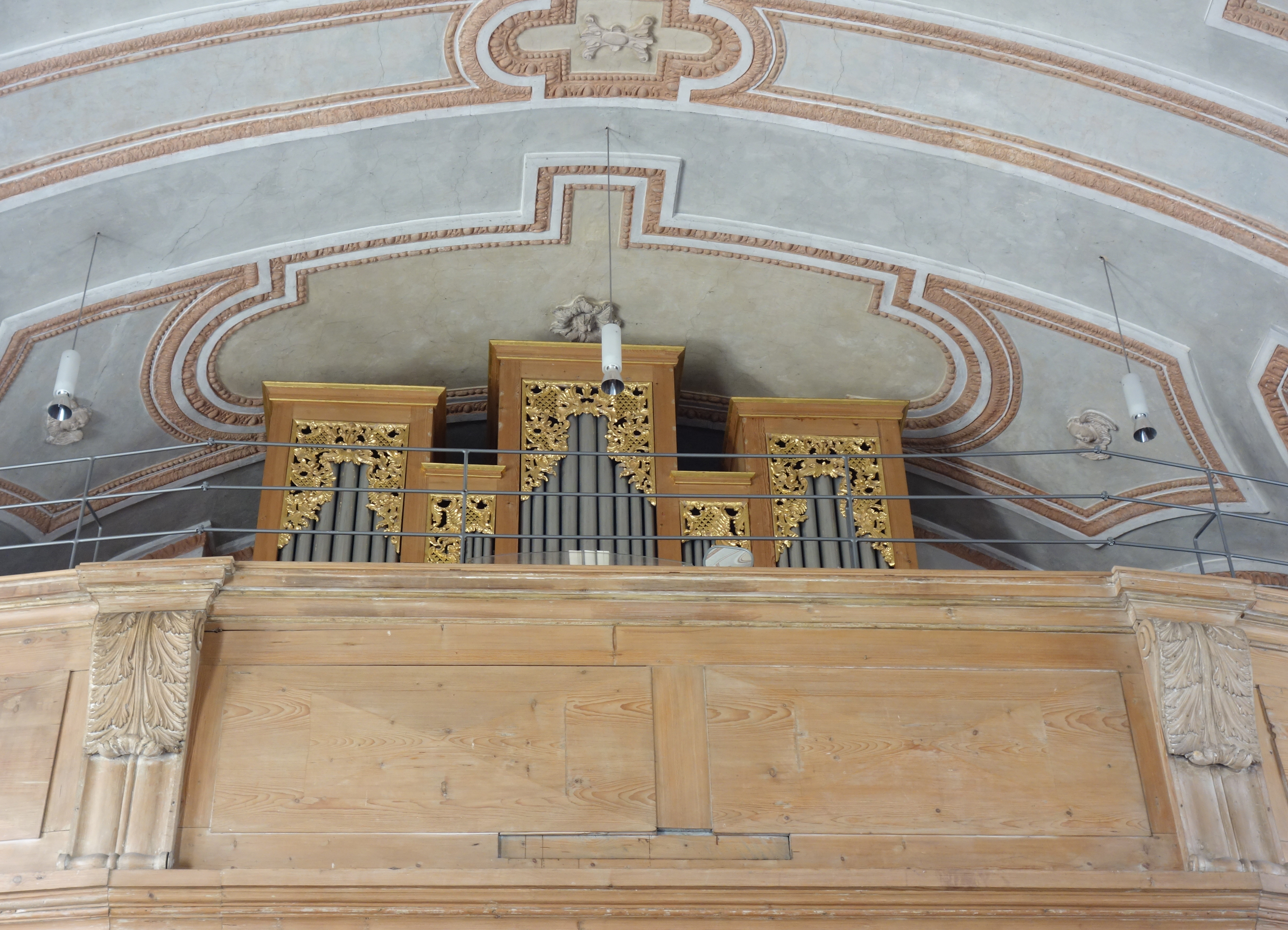
Die Ismayr-Orgel

Die Orgel mit 15 Registern auf zwei Manualen und Pedal wurde 1974 von Günter Ismayr gebaut. Die Disposition lautet:
| I Hauptwerk (schwellbar) C–g3 |        |
| Gedackt                       | 8′     |
| Prinzipal                     | 4′     |
| Quinte                        | 2 ⁄3′  |
| Waldflöte                     | 2′     |
| Terz                          | 1 3⁄5′ |
| Mixtur III–IV                 | 1 ⁄3′  |

| II Oberwerk C–g3 |      |
| Rohrgedackt      | 8′   |
| Flöte            | 4′   |
| Prinzipal        | 2′   |
| Zimbel III       | 1⁄2′ |
| Tremulant        |      |

| Pedal C–f1  |     |
| Subbaß      | 16′ |
| Oktavbaß    | 8′  |
| Choralflöte | 4′  |
| Fagott      | 16′ |

- Koppeln: II/I, II/P
- Bemerkungen: Schleifladen, mechanische Spiel- und Registertraktur

## Epitaphien
Im Turmuntergeschoss, unter der Westempore, sind Epitaphien der Familie Toerring aufgestellt. 
- Der älteste Grabstein mit dem Wappenrelief eines Schwanes als Helmzier und einer Inschrift in Gotischer Minuskel erinnert an Sweiker von Gundelfingen († 1421).
- Das Rotmarmor-Epitaph für den 1555 verstorbenen Hans von Toerring zu Seefeld und Jettenbach stellt den Ritter vor einem Kruzifix kniend mit Doppelwappen dar. Am unteren Rand ist die Signatur des Münchner Bildhauers Caspar Weinhart und die Jahreszahl 1556 eingemeißelt.

Weitere Grabsteine:
- Adelheid, Gräfin von Toerring zu Seefeld († 1737)
- Ferdinand Freiherr von und zu Toerring auf Seefeld († 1622) und Anna Maria, geborene Vötter von Gilgen († 1612)
- Eustachius Freiherr von und zu Toerring auf Seefeld († 1615) und Katharina, geborene von Bembelberg und Hohenburg († 1612)
- Lukretia, Gräfin von Toerring zu Seefeld († 1755)
- Ulrich Haidt, Graf Toerringischer Hofmarksrichter († 1664) und seine Frau Barbara († 1664)

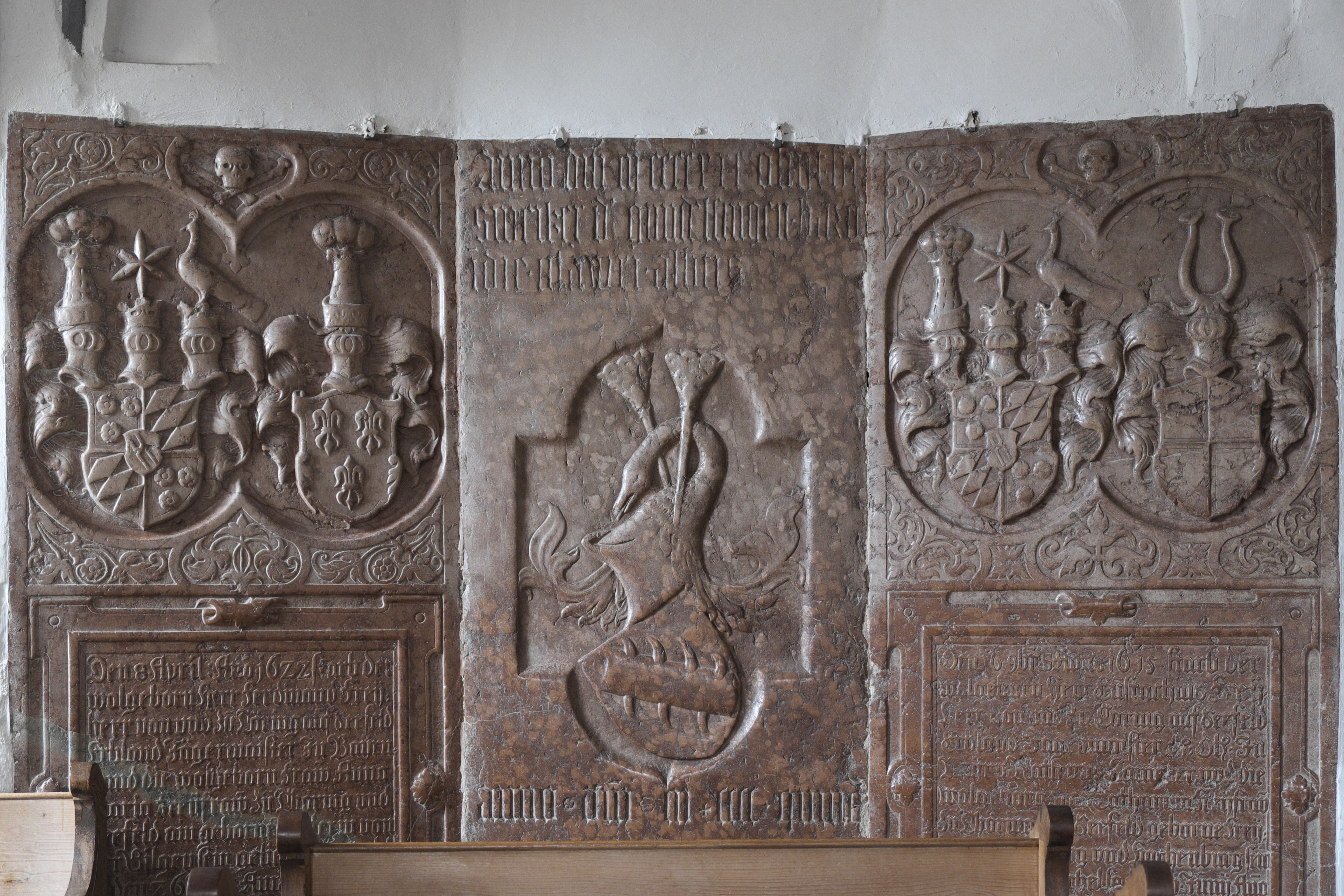
Epitaphien
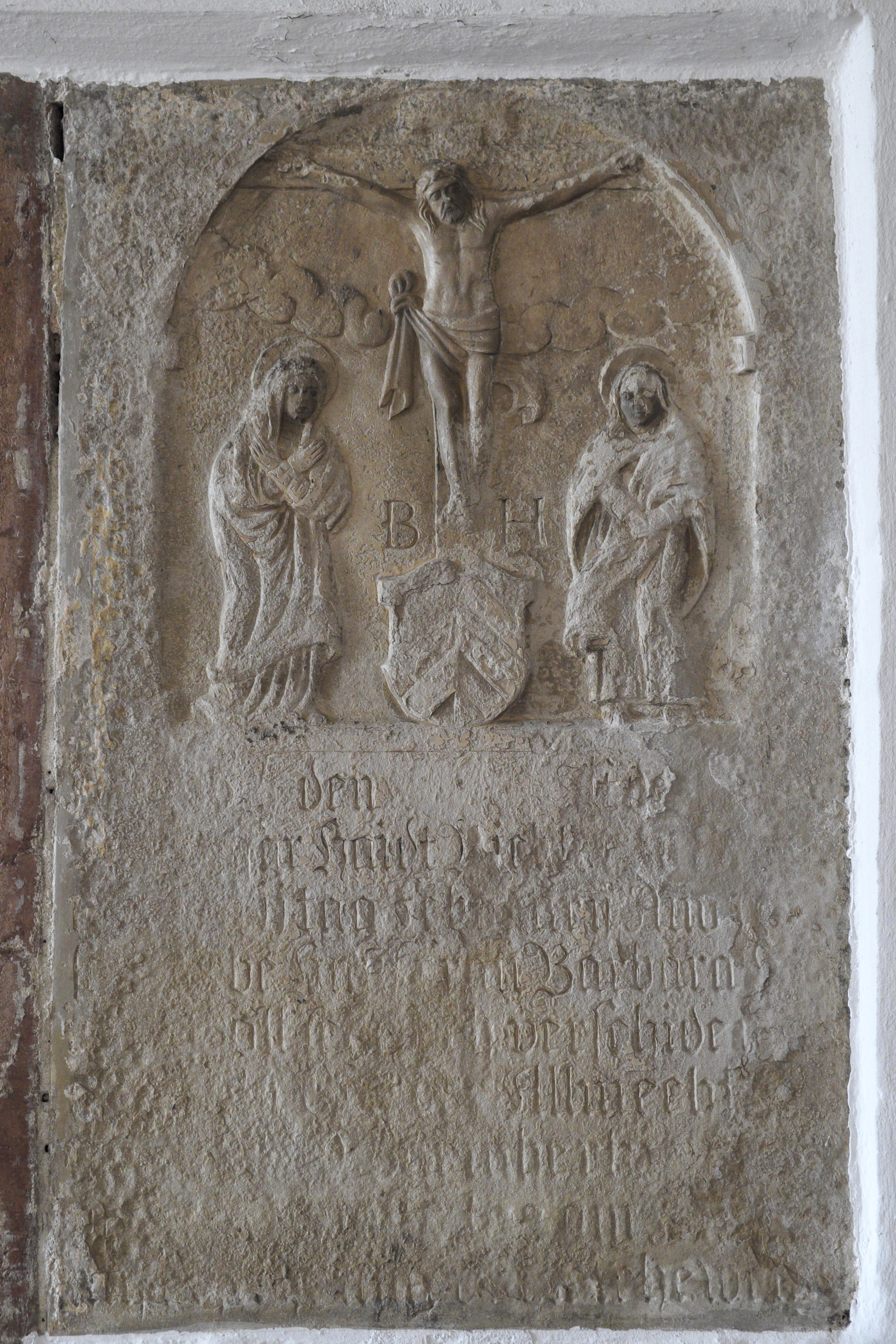
Epitaph für (...) Haidt und seine Frau Barbara
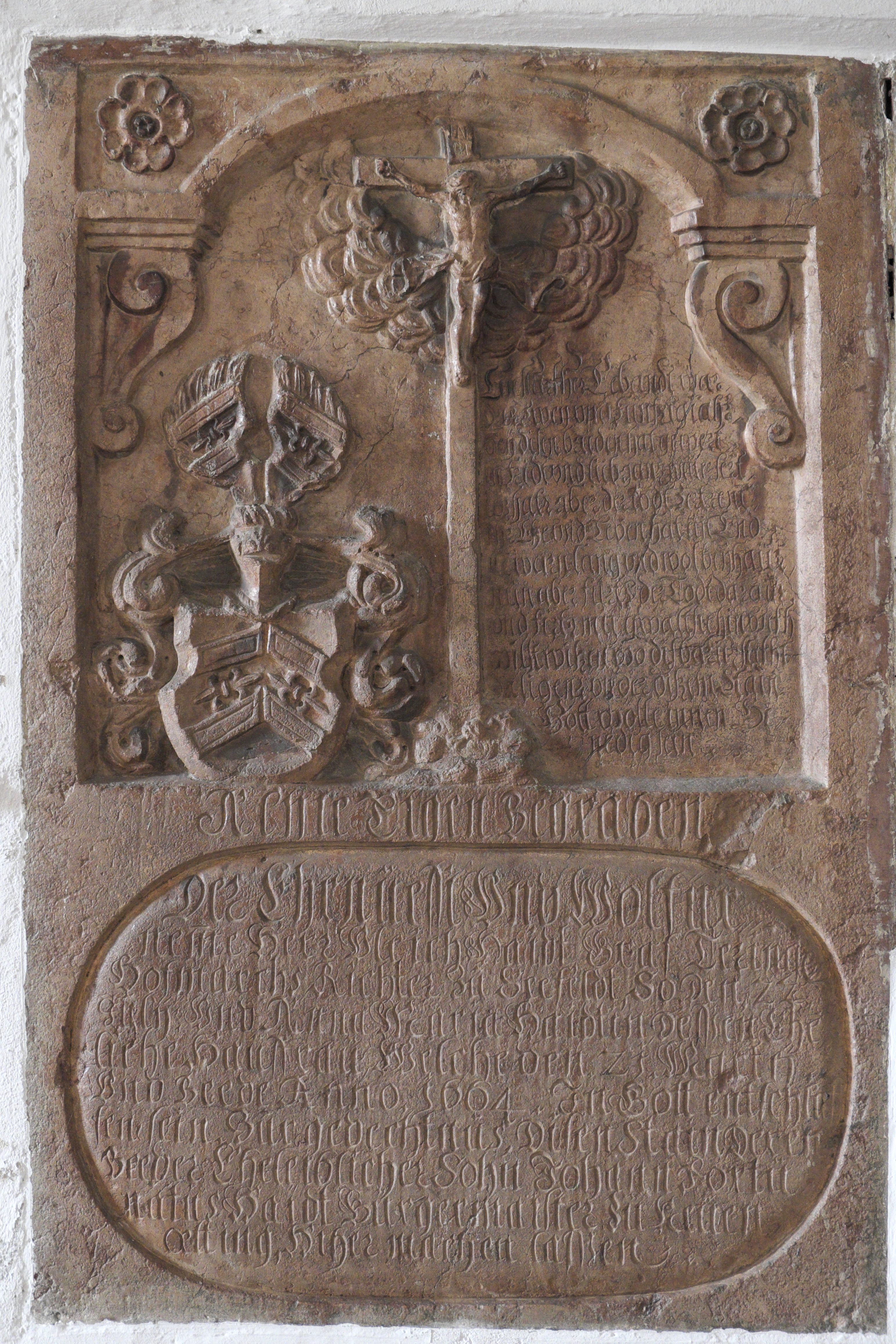
Epitaph für Ulrich Haidt und seine Frau Anna Maria (beide † 1664)
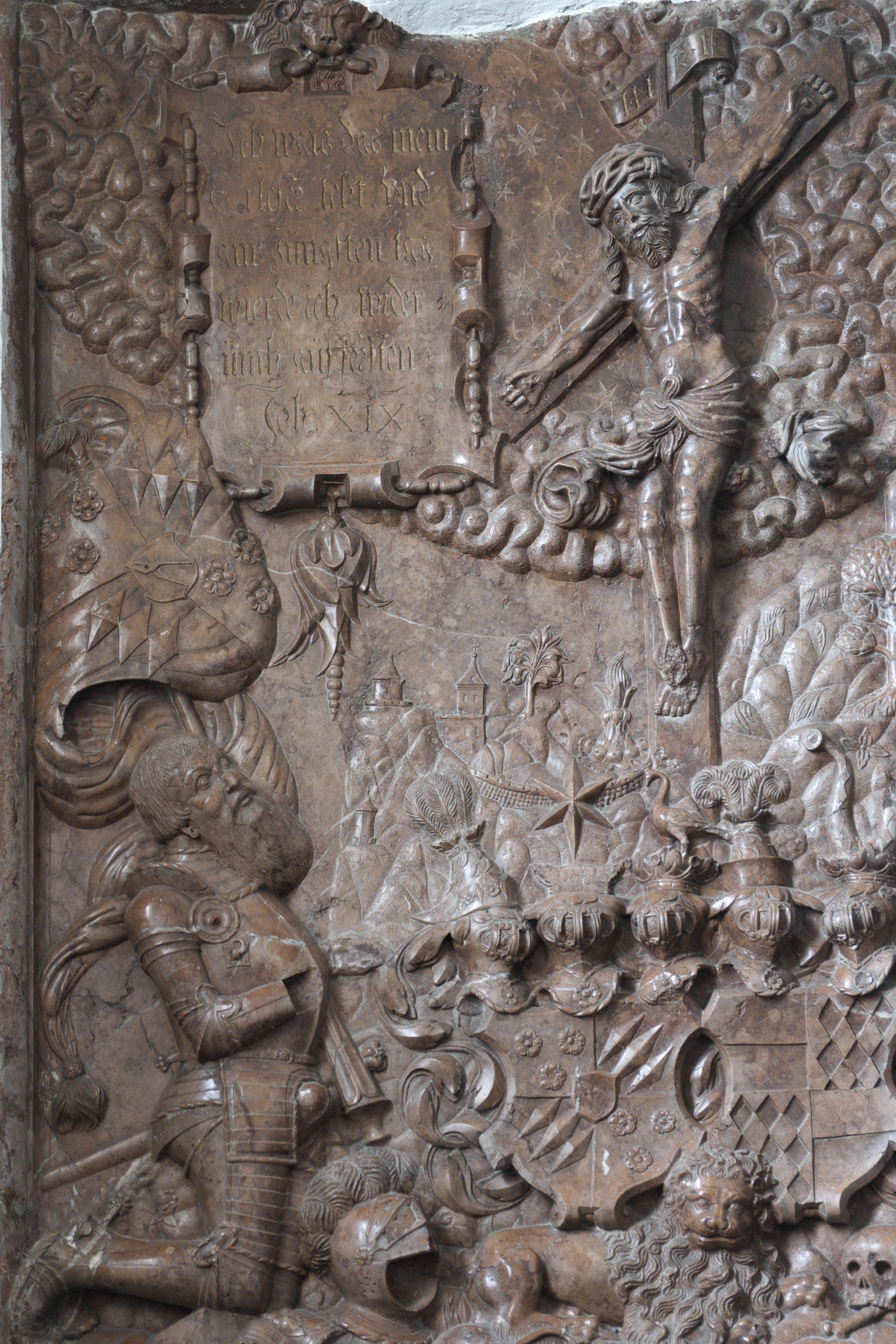
Epitaph für Hans von Toerring zu Seefeld († 1555)